# Женевская конференция 1927 года

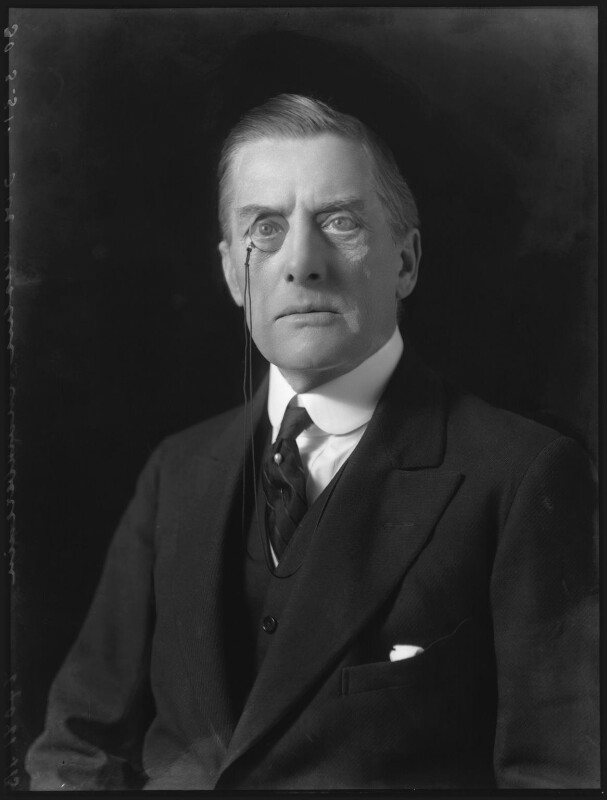
Джозеф Остин Чемберлен

Жене́вская конфере́нция 1927 года — встреча министров иностранных дел ведущих экономических стран, которая проходила с 14 по 16 июня в городе Женеве и была устроена по инициативе министра иностранных дел Великобритании Джозефа Остина Чемберлена после разрыва Британией дипломатических отношений с Советским Союзом, так как последний поддерживал восстания 1925—1927 гг. в Китае.
Францию представлял Аристид Бриан, Германию — Густав Штреземан, Италию — Витторио Шалойя, Бельгию — Эмиль Вандервельде и Японию — Кикудзиро Исии. Конференция проходила во время сессии Совета Лиги Наций.
Джозеф Остин Чемберлен убеждал коллег издать совместную декларацию «против пропаганды Коминтерна», и эти создать крепкий антикоммунистический блок. Однако его идея не была поддержана, так как экономическая ситуация была непростая, а Советский Союз охотно покупал дорогостоящее оборудование платя за него золотом.
В итоге главы МИД приняли решение продолжать следовать Локарнским договорам 1925 года.